# Tolmerus mirandus
Tolmerus mirandus là một loài ruồi trong họ Asilidae. Tolmerus mirandus được Lehr miêu tả năm 1981. Loài này phân bố ở vùng Cổ Bắc giới.